# Horia Mihail
Horia Mihail este un pianist român. Solist concertist al Orchestrelor și Corurilor Radio, Horia Mihail susține și recitaluri solo sau în diferite formule camerale, cea mai cunoscută fiind gruparea Romanian Piano Trio din care a făcut parte între 2005 și 2010, în care i-a avut ca parteneri de scenă pe Alexandru Tomescu și Răzvan Suma.

## Biografie artistică
Horia Mihail a debutat la vârsta de 10 ani, în orașul său natal - Brașov, interpretând Concertul în Re major de J. Haydn. 
De atunci, a concertat de peste 1000 de ori cu majoritatea orchestrelor simfonice din România, inclusiv cu Filarmonica "George Enescu" din București și cu Orchestra Națională Radio.
Absolvent al Colegiului de Matematică și Fizică "Andrei Șaguna" din Brașov, Horia Mihail a studiat pianul întâi la Brașov, cu prof. Stela Drăgulin, apoi în cadrul Academiei de Muzică de la București cu prof. Constantin Ionescu-Vovu. După 14 ani de studii în România, pianistul a urmat cursurile Universității din Illinois. Aici, a studiat cu Ian Hobson, obținând, în 1995, diplomele de absolvire și de masterat. În 1999, a primit și "Artist Diploma" de la Boston University, unde a studiat cu Anthony di Bonaventura.
În prezent este Solist Concertist al Formațiilor Muzicale Radio București și al Filarmonicii Brașov. În calitate de președinte a Asociației Culturale Accendo desfășoară o intensă activitate managerială, organizând cinci turnee MusicON ale Romanian Piano Trio, trei turnee Stradivarius, iar în cooperare cu Radio România Cultural, turneele Pianul Călător și Duelul Viorilor: Stradivarius vs. Guarneri.

## Înregistrări CD
- Pe urmele lui Franz Liszt - înregistrare a recitalului de la Sala Radio din București din cadrul turneului ”Pianul Călător” (www.pianulcalator.ro)
- Stradivarius - Encore, împreună cu violonistul Alexandru Tomescu
- Stradivarius - Romantic, împreună cu violonistul Alexandru Tomescu
- Stradivarius - Virtuoso, împreună cu violonistul Alexandru Tomescu
- Romanian Piano Trio, împreună cu Alexandru Tomescu și Răzvan Suma (Schumann, Mozart)
- Romanian Piano Trio, live la Ateneul Român, împreună cu Alexandru Tomescu și Răzvan Suma (Beethoven)

## Citate presă
"Subtilitatea ritmică și articulația atmosferei și a culorii sunetului au fost de o manieră pe care această muzică (Prokofiev) o primește foarte rar" - Boston Globe
"Finețe, delicatețe a frazării, un balans atent controlat, o bogăție de nuanțe - atribute ale unui spectacol pianistic de înaltă clasă - un talent muzical de aleasă factură…"